# Державіно (Калінінградська область)
Державіно (рос. Державино) — селище Черняховського району, Калінінградської області Росії. Входить до складу Каменського сільського поселення.
Населення —  166 осіб (2015 рік). 

## Населення
| 2002 | 2010 |
| ---- | ---- |
| 138  | ↗166 |